# Seconda battaglia di Aboukir
La seconda battaglia di Abukir fu uno scontro tra le forze francesi dell'Armata d'Oriente, comandate dal generale Friant, e le forze inglesi del generale Abercromby l'8 marzo 1801.
Dopo il fallimento delle trattative per il reintro delle truppe francesi in patria, le forze inglesi e ottomane si coalizzarono per porre fine alla spedizione francese in Egitto, rimasta priva di Bonaparte, tornato in Francia, e Kléber, assassinato pochi mesi prima. Lo sbarco in forze delle truppe britanniche segnò l'inizio degli ultimi mesi dell'occupazione francese del territorio africano. 

## Contesto storico
Dopo la fine delle ostilità con l'Austria, Napoleone fu incaricato di supervisionare la possibilità di proseguire la guerra contro gli inglesi. Ritenendo inattuabile una campagna diretta, vista la superiorità della flotta inglese sulla Manica, il generale propose un'ambiziosa campagna in Egitto, nel tentativo di minare i commerci britannici.

## Antefatti
Dopo una spedizione in Siria e Palestina dalle alterne fortune, Napoleone tornò in Egitto giusto in tempo per bloccare lo sbarco delle truppe ottomane ad Abukir. Distrutto il corpo di spedizione ottomano, Napoleone, ricevuti i disastrosi rapporti sulle armate francesi impeganate in Europa, fece segretamente ritorno in Francia, abbandonando la propria armata in Egitto sotto la direzione del generale Kléber.

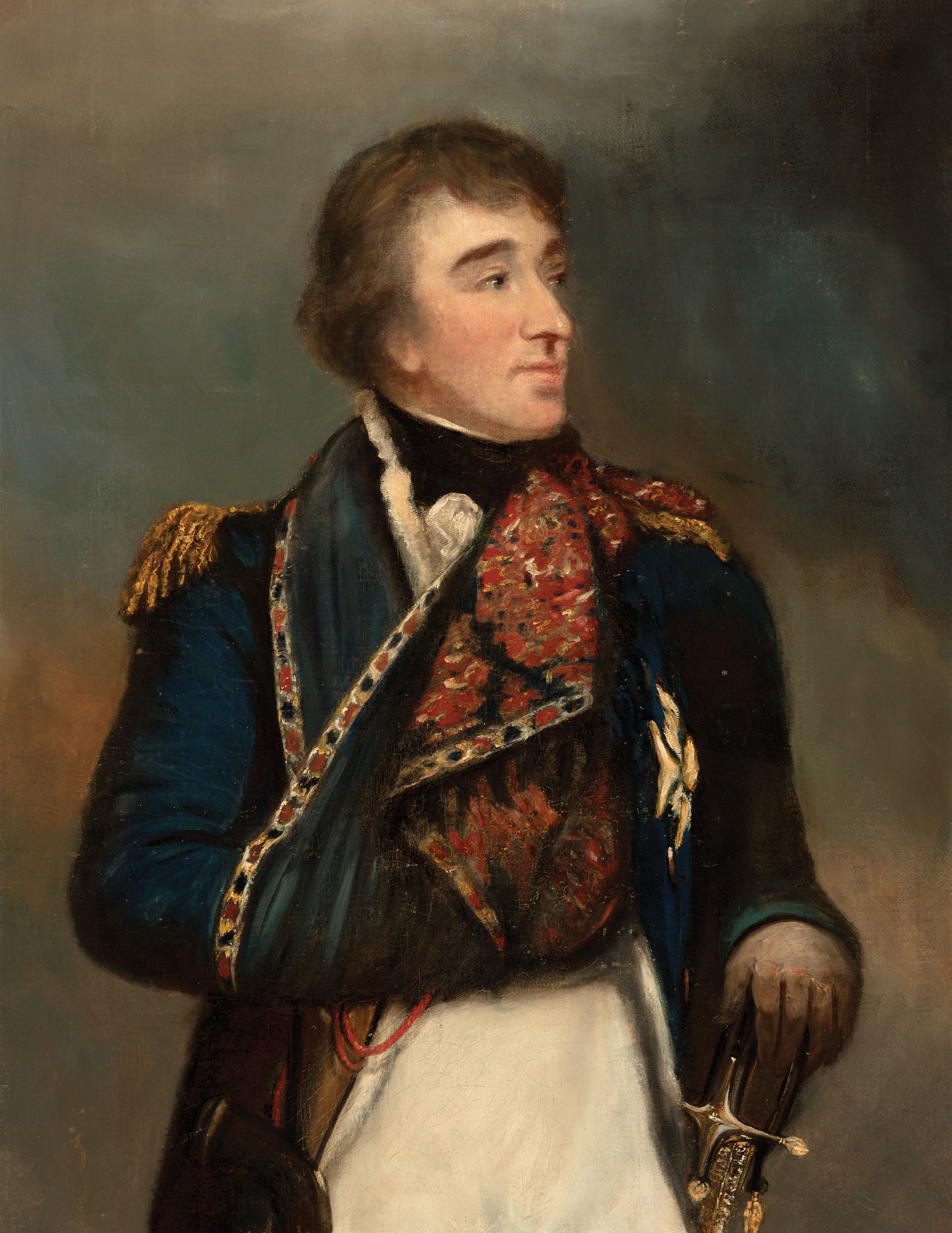
Ammiraglio William Sidney Smith

Questi, sentendosi abbandonato e non vedendo una permanenza prolungata in Egitto come possibile, si impegnò per riportare i suoi uomini in Francia con ogni mezzo possibile. Allacciò un rapporto di fitta corrispondenza con l'ammiraglio britannico Sidney Smith e con il Gran Visir, per giungere ad un accordo che comportasse l'evacuazione dell'Egitto. Questi colloqui si svilupparono in una serie di trattative e portarono alla firma della convenzione di El Arish: gli inglesi ed i turchi avrebbero cessato le ostilità ed i francesi evacuato il Paese, contando sul loro appoggio per allestire una flotta sufficiente a portarli in Francia. Purtroppo, la ratifica dell'accordo da parte degli inglesi non venne effettuata e le ostilità ripresero.

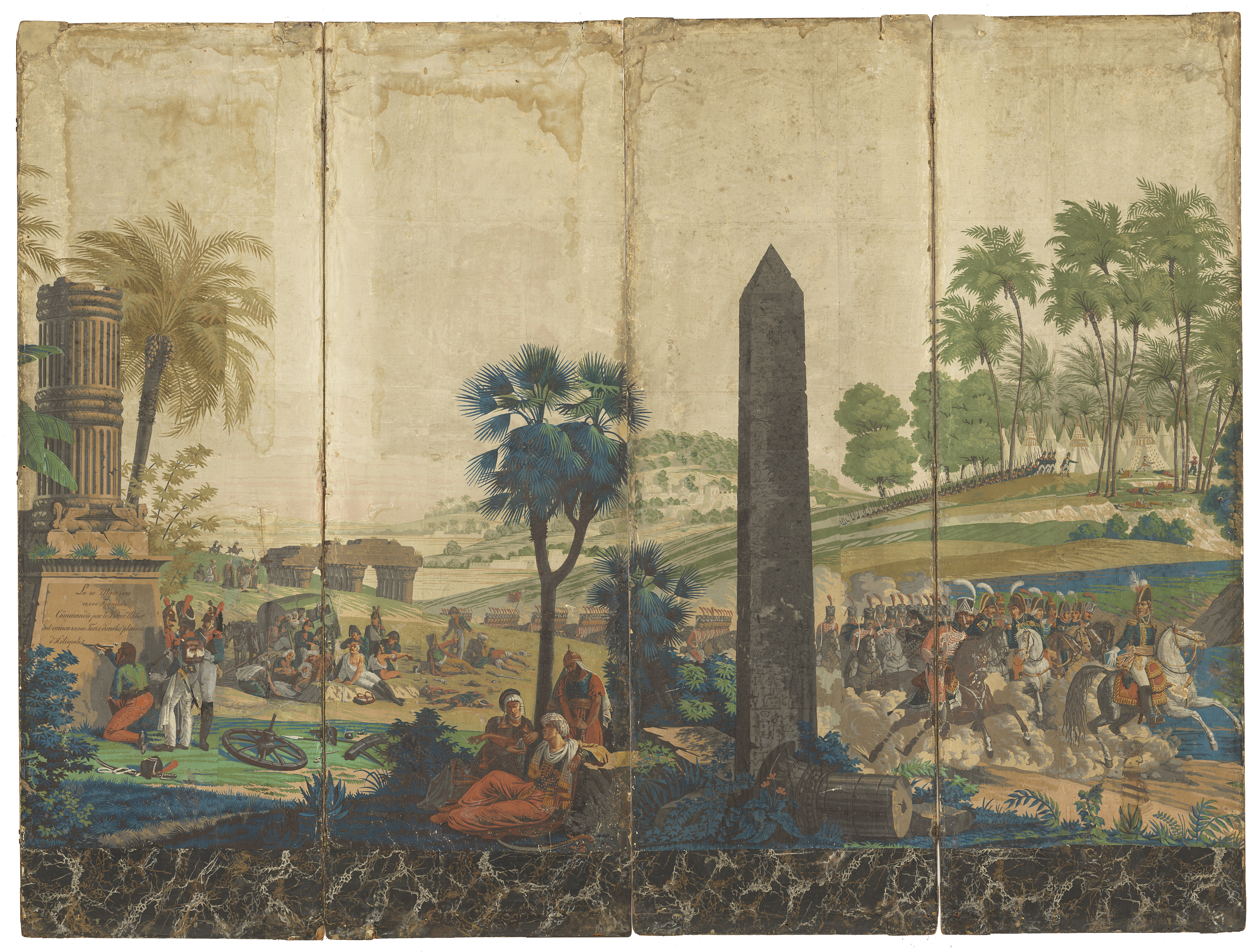
Alcuni dettagli della battaglia di Eliopoli

Kléber, radunati i suoi uomini fuori dal Cairo, riuscì a sconfiggere un esercito ottomano molto più numeroso e a riprendere, almeno per il momento, il pieno controllo dell'Egitto. Le cose non andarono migliorando: gli ottomani posero una taglia sulla sua testa e presto divenne il bersaglio di numerosi attentati. Il 14 giugno 1800 uno studente siriano riuscì finalmente ad uccidere Kléber. A prendere il suo posto a comando della spedizione francese fu il generale Menou, che contrariamente al suo predecessore, era fermamente convinto di poter mantenere il possesso della regione.

## La battaglia
Al comando del generale Friant, circa 2000 uomini delle truppe francesi e dieci cannoni da campo, si immolarono, avendo dato un pesante tributo, a preponderanti forze britanniche sbarcate da una flotta con barche contenenti ciascuna 50 uomini. Gli inglesi travolsero i difensori, che si opponevano con le baionette, e presero la posizione grazie allo sbarco del resto della loro forza costituita da 17 500 uomini e alla loro attrezzatura. La schermaglia fu un preludio alla battaglia di Alessandria e portò a perdite britanniche di 130 morti e 600 feriti o dispersi. I francesi si ritirarono, perdendo almeno 300 uomini e otto pezzi di artiglieria.
Lo sbarco delle forze della spedizione britannica sotto Sir Ralph Abercromby mirava a sconfiggere e cacciare circa 21 000 uomini delle truppe della sfortunata invasione di Napoleone in Egitto. La flotta comandata dal Barone Keith comprendeva sette navi di linea cinque fregate e una dozzina di corvette armate. Il trasporto delle truppe venne ritardato per diversi giorni da venti forti e mari agitati.